# Baywatch: Hawaiian Wedding
Baywatch: Hawaiian Wedding is een Amerikaanse televisiefilm uit 2003 onder regie van Douglas Schwartz. Hierin komen personages samen die op verschillende momenten de cast vormden van de strandwachtenserie Baywatch.

## Verhaal
Mitch Buchannon blijkt nog te leven na een bootongeluk. Na een nachtmerrie over de dood van zijn vrouw Stephanie Holden, wordt hij wakker naast een vrouw die sprekend op haar lijkt, Allison. De twee vormen sinds drie maanden een stel. Ze besluiten te trouwen op een eiland bij Oahu. Terwijl de gasten arriveren, blijkt dat Allison niet is wie ze zegt te zijn.

## Rolverdeling
- David Hasselhoff - Mitch Buchannon
- Pamela Anderson - C.J. Parker
- Alexandra Paul - Allison/Judy
- Yasmine Bleeth - Caroline Holden
- Michael Bergin - J.D. Darius
- Angelica Bridges - Taylor Walsh
- Nicole Eggert - Summer Quinn
- Carmen Electra - Lani McKenzie
- Jeremy Jackson - Hobie Buchannon
- Stacy Kamano - Kekoa Tanaka
- Gena Lee Nolin - Neely Capshaw
- Brande Roderick - Leigh Dyer
- Billy Warlock - Eddie Kramer
- Jason Momoa - Jason Ioane
- Jesse Jane - Bikini girl